# Orks
Pour les articles homonymes, voir Orque (homonymie).

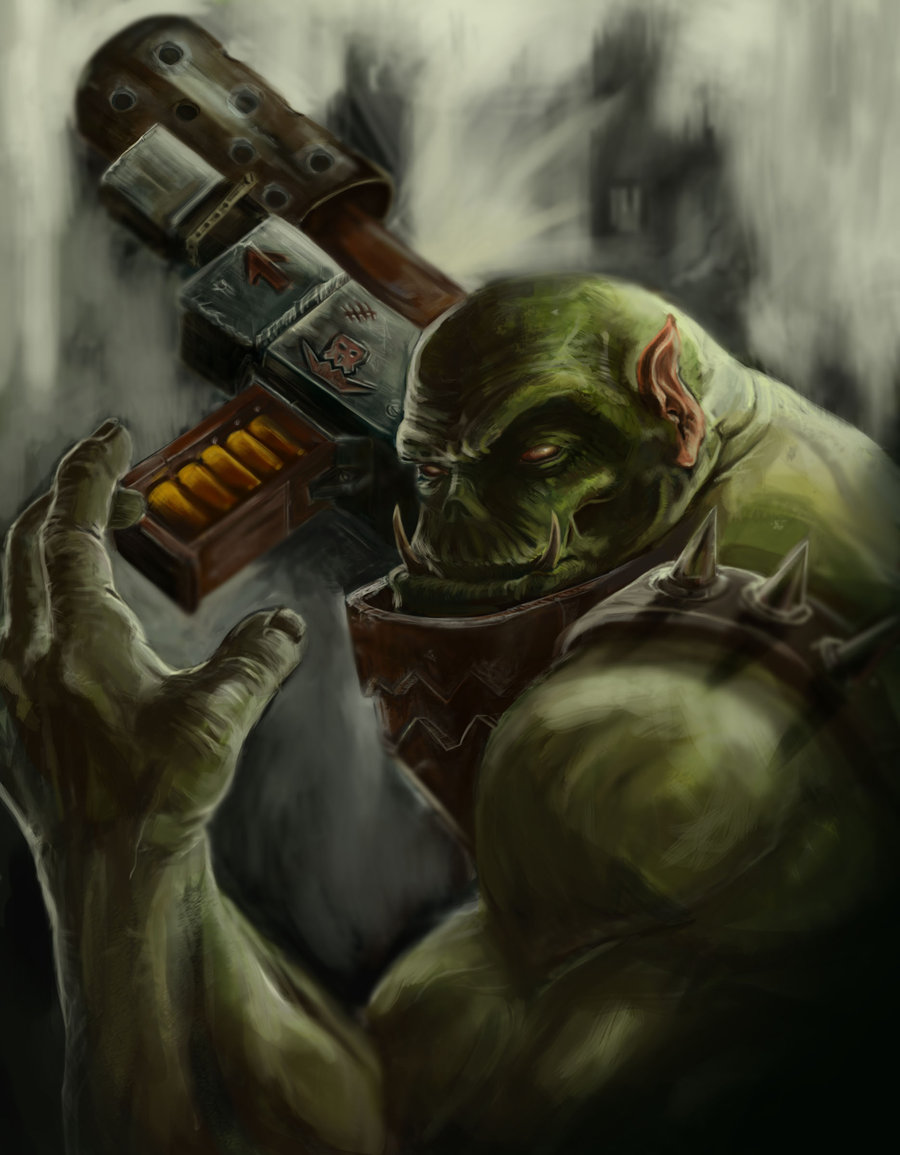
Un ork dans Warhammer 40,000
(fan art de Morgan Bishop).

Dérivés des orques de la fantasy, les Orks constituent une race belliqueuse et barbare d'extraterrestres peuplant le monde imaginaire de Warhammer 40,000, jeu de space fantasy développé par la société Games Workshop d'après Warhammer.   
Ce sont des créatures belliqueuses et barbares, dont l'unique but est de se battre. Par "ork" on désigne en fait l'espèce orkoïde comprenant par ordre de taille et donc de force, les squigs (divisé en un nombre quasi infini de sous-espèces, équivalentes aux différentes formes de vie d'un écosystème normal), les gretchins ou grot (équivalent d'un gobelin) et les orks proprement dit   

## Histoire
Les humains rencontrèrent pour la première fois cette race au cours du Moyen Âge technologique (entre les 20e et 28e millénaires après J.C.). À l'origine, les Orks, Gretchins et Squigs descendent tous d'une antique race de peaux vertes. Selon les légendes Orks, il existait il y a bien longtemps une catégorie de peau verte appelée Gross'têt', qui fut le moteur d'évolution de la race, développant de nouvelles technologies et gouvernant les autres races. Il est également possible que les Orks, Gretchins et Squigs soient à l'origine des races mutantes créées de toutes pièces par les Gross'têt' pour les servir. Toujours selon les légendes, ces Gross'têt', qui avaient déjà conquis une grande partie de la galaxie, finirent par disparaitre à cause d'une étrange épidémie qui dura plusieurs siècles. Mais heureusement pour les Orks ceux-ci savaient à l'avance qu'ils étaient condamnés et prirent certaines dispositions pour que survivent leurs connaissances technologiques. Ils implantèrent ainsi dans les schémas génétiques de leurs esclaves toutes les connaissances qu'ils avaient acquises. Depuis cette époque et jusqu’à aujourd'hui, certains Orks naissent avec différentes connaissances techniques, qui se révèlent au hasard des individus. Cette catégorie d'Orks s'appelle les Brikolos qui "naissent avec ça dans le sang" comme ils le disent eux-mêmes. Il existe différents groupes de Brikolos : Les Mékanos, des mécaniciens, les Médikos, les médecins, les Fouettards, qui dirigent les Gretchins... mais aussi des tas d'autres groupes parfois moins connus comme les Bizarboyz, les Brasseurs, les Kreuzeurs, les Kontables, les Krieurs, les Popoboys...etc., qui ont tous une fonction précise dans la société Ork. La science ork est donc innée, ce qui explique qu'ils puissent maintenir un certain niveau de technologie malgré leur intelligence limitée, les Brikolos ne comprenant généralement même pas ce qu'ils créent. Par exemple, la croyance ork selon laquelle "tout c'ké rouge va plu vite" vient d'une expérience : un Mékano avait construit deux véhicules identiques (selon les standards orks) sauf que l'un d'entre eux était peint en jaune, et l'autre en rouge. Or, que ce soit à cause de meilleurs pneus, d'un moteur surgonflé ou d'un carburant différent, le véhicule rouge battait systématiquement le jaune à la course. Mais pour les orks, il ne faisait aucun doute qu'il allait plus vite parce qu'il était peint en rouge. Aussi étonnant que cela puisse paraître, les véhicules rouges vont effectivement plus vite. Il s'agit là d'un autre aspect de la technologie ork : la plupart des artefacts créés par les orks sont d'une si piètre qualité qu'ils ne devraient pas pouvoir fonctionner, et effectivement ne fonctionnent pas, sauf lorsqu'ils sont manipulés par un ork. En fait, ces objets fonctionnent parce que les orks croient qu'ils vont fonctionner. Cela est dû au fait que les pouvoirs psychiques latents de l'ensemble des orks présents, par un effet de conscience collective, pallient les défauts des créations des orks.

## Physiologie
Les Orks sont une curieuse association symbiotique entre cellules d'algues (couleur verte, sang verdâtre) et un organisme animal-fongique. Biologiquement les orkoïdes possèdent 2 spirales de gènes distinctes, la première, comme chez les humains détermine les traits majeurs de la créature (notamment s'il sera de race gretchin, snotling ou ork). Cette structure se combine avec la seconde qui est semi végétale et qui donne à l'individu sa résistance et permet sa procréation. Cette double structure confère à l'orkoïde une telle résistance que s'il ne meurt pas sur le coup d'un traumatisme majeur, il résistera même aux hémorragies les plus importantes grâce à l'étonnante efficacité de son système de cicatrisation à base de cellules d'algue (remplaçant le système de plaquettes sanguines de l'humain). De plus les orkoïdes sont très tolérants en ce qui concerne les greffes allant jusqu’à greffer des membres entiers avec un taux de rejet de 0,0023 %.
Les orks mesurent à peu près la taille d'un humain mais seraient bien plus grands s'il ne se tenaient pas constamment voûtés. Ils sont d'apparence humanoïde. Leur épais cuir vert dont la coloration provient de leur nature semi-végétale peut devenir presque noir chez les individus les plus forts (Big Boss) et presque jaune chez les plus faibles (gretchins, snotling). La tête est disposée de telle façon que ce sont souvent les épaules qui sont le point le plus haut du corps d'un ork. La mâchoire d'un ork est peuplée d'une multitude de canines en plus ou moins bon état. Les dents d'un ork repoussent constamment, ce qui leur permet un revenu régulier, car elles servent de monnaie dans leur société.
Il est également très répandu chez les orks de se faire implanter des organes, voire dans certains cas de transplanter leur corps dans un énorme robot appelé boit kitu dont le seul but est de se battre de façon encore moins subtile. Le manque de densité de population sur une planète et donc d'affrontements entre orks peut engendrer une perte de corpulence de 15 % à 20 %. À l'inverse, dans les secteurs à forte densité de population orkoïde, on enregistre une augmentation de la masse corporelle.
Des rapports d'éclaireurs envoyés aux frontières de certains empires orks font état d'individus de plus de 3 mètres de haut, ce qui laisse à penser que la croissance des orks est entièrement dépendante de la densité et de l'agressivité de la population locale et que d'autres monstres, encore plus gigantesques vivraient au cœur des empires orks....

## Reproduction
| Les Orks naissent par un procédé similaire aux végétaux. En effet, la présence d'un gros champignon dans un coin humide et sombre (en situation idéale mais ceci n'est pas une condition sine qua non) d'une planète peut cacher, quelques centimètres sous terre, la présence d'un embryon Ork: tout au long de leur vie les Orks répandent des spores sans s'en rendre compte (un peu comme un humain perd des cellules de peau). Dans chaque spore est contenu le code génétique complet de l'individu dont il est issu. Le spore va d'abord se développer vers le bas, développant de petits filaments cherchant leur subsistance dans n'importe quelle plante. Puis l'orkoïde va se développer dans une sorte de cocon souterrain présent sous les champignons. Les squigs et les gretchins (c’est-à-dire les individus ayant une place de serviteur dans la société) se développeront plus vite que les orks. L'éclosion se fera de façon simultanée. Les spores ne se développeront jusqu'au stade ultime que s'ils sont une multitude dans le même périmètre car l'ork n'a aucune chance de survie s'il est isolé. De même les spores ne se développeront pas proche d'une communauté ork existant déjà ceci afin d'assurer une répartition égale des orks à la surface d'une planète.
Ce mode de reproduction est extrêmement efficace et permet aux orks de proliférer en très peu de temps en infestant de leurs spores les régions qu'ils traversent. Pour la même raison, il est très difficile d'éradiquer totalement la présence orks car les spores relâchées, portées par le vent peuvent aller se fixer à des kilomètres dans des zones difficiles d'accès ou une population d'orks redevenus sauvages peut commencer à proliférer à l'insu des populations locales jusqu'à devenir une menace sérieuse. Les spores peuvent également être transportées par des humains, contaminant les transports et aller germer sur d'autres continents voir d'autres planètes. Bien que cela soit extrêmement improbable, des rumeurs circulent sur la présence d'orkoides dans les bas fond des cités ruches de la sainte Terra... Pour cette raison, et pour éviter qu'une planète jusqu'alors préservée de la menace orks soit infectée, tout vaisseau ayant eu des rapports avec des orks doit passer par une zone de quarantaine.
Cette description n'est créée qu'à partir de la version 3 de Warhammer 40000. Dans les anciennes versions, il est dit que les orks en fin de vie s'éloignent de leurs bandes pour se reproduire. Ainsi seuls les plus forts et adaptés participent à la reproduction.

## Organisation
La société ork est basée sur un système féodal. Pour devenir le chef il faut être plus fort que les autres et donc former autour de soi une bande. Si un chef de bande possède plus de pouvoir qu'un autre, et qu'il le prouve, le plus faible devient féodé au plus fort.

### Les castes
Au sommet de l'organisation, on trouve le Big Boss, le patron des chefs, un Ork impressionnant d'environ 3 mètres de haut qui administre une tribu. Juste en dessous les Nobz (Nob au singulier) dirigent, du haut de leur 2,50 mètres, les Balaizboyz (vétérans) et les Boyz mesurant respectivement 2,30 mètres et 2 mètres. En dessous, on trouve les Grots ou Gretchins (0,80 mètre) qui occupent la place d'esclave pour les plus chanceux, de garde-manger sur pattes pour les autres. Une variété de Grots légèrement plus petits (environ 0,40 mètre à 0,60 mètre) est aussi existante : les Snotlings, aussi appelés Snots. Enfin tout en bas de l'échelle, on situe les Squigs qui ont une place comparable à celle des chiens dans la société humaine.
On notera l'importance de la taille et donc de la force physique dans l'organisation de la société ork. En fait, la croissance d'un Ork n'est pas fixe, et un individu grandira en l'espace de quelques jours s'il projette de prendre la place d'un de ces supérieurs. Par conséquent, plus un Ork a soif de pouvoir, plus sa masse musculaire est développée.
Parmi les Big Boss ork les plus célèbres, on retiendra Ghazghkull Mag Uruk Thraka qui fut l'un des principaux protagonistes des deuxième et troisième guerres pour Armageddon (la première étant une invasion du Chaos) et Narzdreg, Big Boss du clan Bad Moon, qui s'est apparemment replié après la campagne de Medusa V, et dont aucune apparition récente n'a été relevée.
Par ailleurs, les Orks n'apprennent presque rien durant leur vie et la plupart des Orks spécialisés dans différents domaines possèdent ces facultés dès leur naissance. On notera cette particularité chez les mécaniciens (Mékanos en langage ork) et chez les chirurgiens orks (Médiko en langage ork). D'autres Orks ayant une capacité à s'infiltrer, à détruire des chars ou à manier des armes de gros calibres sont regroupés en escouades spécialisées comme les Kasseurs de Tanks, les Pillards ou les Kommandos. Un Mékano peut devenir un Gros Mek s'il arrive à se faire respecter de ses congénères par sa carrure ou ses talents. Les Gros Meks sont des Orks pouvant mener personnellement une bande mais sont plus souvent avec un Big Boss ou un Bizarboy. Les Bizarboyz sont des Orks doués de capacités psychiques et capables de canaliser l'énergie psychique émanée par chaque Ork d'une Waaagh! afin de la renvoyer sous forme de pouvoirs dévastateurs.